# Priority Records
Priority Records – amerykańska wytwórnia muzyczna założona w 1985 roku przez Bryana Turnera, Marka Ceramiego oraz Steve’a Dratha. Wytwórnia należy do holdingu Universal Music Group, której domeną jest gatunek hip-hop.

## Historia
Priority Records została założona przez byłych kierowników K-tel Records: Bryana Turnera, Marka Ceramiego i Steve Dratha. Początkowo wsparcia finansowego udzieliło przedsiębiorstwo R-tek, które prowadzone było przez byłych członków zarządu K-tel Records: Raya i Harolda Kives; miała 50% udziałów w Priority. Wytwórnia Priority wykupiła swoje akcje w 1987 roku.
Na początku w celu wzmocnienia wytwórnia licencjonowała repertuary z innych, wydanych już audio kompilacji i już szybko zaczęła promować swoje gwiazdy. Priority był w stanie osiągnąć wielki sukces jako niezależna wytwórnia sprzedając swoje płyty na ulicy przy pomocy znanych stacji radiowych, które chętnie pomagały im się rozwijać. Ich unikalna postawa pozwoliła im sprzedać miliony płyt bez łączenia się z wielkimi firmami muzycznymi. Strategia marketingowa została opracowana przez wiceprezesa Alyssa Pisano, który w latach 1987–1996 prowadził dział marketingu wytwórni. W tamtym czasie Priority wydawało płyty takich artystów jak: N.W.A, Dr. Dre, Ice Cube, Master P, Snoop Dogg, Jay-Z, Mack 10, Scarface, Geto Boys, Westside Connection, Eazy-E i Ice-T.
Na początku lat 90. wytwórnia nawiązała umowę dystrybucyjną z EMI, co jednocześnie pozwoliło im nadal działać jako wytwórnia niezależna. EMI w 1996 roku kupiła 50% akcji a pozostałą część dokupiła w 1998 roku. Pomimo że EMI posiadało całość udziałów, to do 2001 roku Priority kontynuowało swoją działalność jako wytwórnia niezależna. W 2004 roku Priority przyłączono do Capitol Records, co w ostatecznym rozrachunku doprowadziło do zaprzestania działalności wytwórni.
W 2006 roku EMI postanowiło reaktywować Priority w celu wydania kilku nowych albumów. Wytwórnia w tym czasie wydała jedynie albumy kompilacyjne takich artystów jak N.W.A., Westside Connection, Mack 10 i Ice Cube. 8 grudnia 2009 roku pod szyldem Priority swój dziesiąty album, Malice n Wonderland, wydał Snoop Dogg. W 2009 roku Snoop Dogg został prezesem wytwórni.

## Obecni artyści
- Snoop Dogg
- Cypress Hill